# Sterphus funebris
Sterphus funebris är en tvåvingeart som först beskrevs av Hull 1944.  Sterphus funebris ingår i släktet Sterphus och familjen blomflugor.
Artens utbredningsområde är Guyana. Inga underarter finns listade i Catalogue of Life.